# جايسون إبستاين
جايسون إبستاين (بالإنجليزية: Jason Epstein)‏ هو صحفي أمريكي، ولد في 26 يناير 1928 في كامبريدج في الولايات المتحدة.

## وصلات خارجية
- جايسون إبستاين على موقع IMDb (الإنجليزية)